# Фалероне
Фалеро̀не (на италиански: Falerone, на местен диалект Fallerò, Фалеро) е малко градче и община в Централна Италия, провинция Фермо, регион Марке. Разположено е на 433 m надморска височина. Населението на общината е 3450 души (към 2011 г.).
До 2004 г. общината е част от провинция Асколи Пичено, когато участва в новата провинция Фермо.